# Sven Hedengren

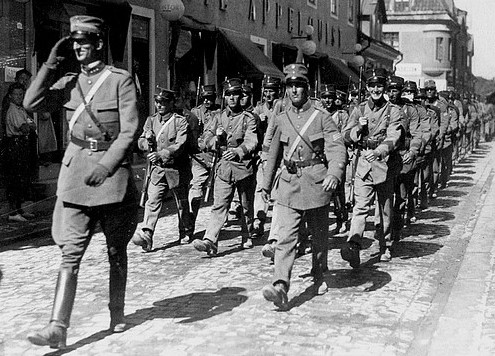
Sven Hedengren leder en trupp längs Adelsgatan i Visby.

Sven Hedengren, född 1 april 1897 i Örebro, död 13 februari 1972 i Vallentuna, var en svensk officer.

## Biografi
Hedengren, som kom från en officersfamilj med rika militära traditioner, föddes som son till överstelöjtnant Josef Hedengren vid Livregementets grenadjärer och hans hustru Gerda Lilliehöök af Fårdala. Han växte delvis upp i Härnösand och Sollefteå. År 1916 avlade han studentexamen vid Härnösands högre allmänna läroverk i Härnösand.
Efter studentexamen tog han värvning och placerades som fänrik vid Göta livregemente 1918. Han utnämndes till löjtnant 1920. År 1925–1927 genomgick Hedengren Krigshögskolan och utexaminerades med tämligen klena vitsord. År 1928 kommenderades han till Gotlands infanterikår och utnämndes till kapten 1933.
År 1943 kommenderades han till Arméinspektionen. År 1947 blev han major och reservofficer, varefter han arbetade som aktuarie vid Arméstaben 1947–1963.

## Tiden som Finlandsfrivillig
Hedengren anslöt sig till Svenska frivilligbataljonen där han tjänstgjorde från 6 september 1941 till 26 september 1942. Efter att många finska officerare stupat vid Hangöfronten kommenderades han till IR24, 24:e infanteriregementet, som chef för regementets sjunde kompani. I december 1941 utnämndes Hedengren till major och chef för regementets första bataljon. I januari 1942 blev han chef för regementets tredje bataljon och senare samma år överflyttades han till IR 61, där han verkade resten av sin tid i Finland.

## Politiskt engagemang
Hedengren hade, i likhet med många av hans samtida yrkeskollegor, ett nationalsocialistiskt engagemang som till stor del var en följd av 1925 års radikala försvarsbeslut. Många svenska officerare såg kommunismen som ett allvarligt och reellt hot och man anslöt sig inte sällan till försvarsvänliga högerkretsar. Hedengren blev aktiv medlem i Munckska kåren och Nationalsocialistiska folkpartiet.[källa behövs]

## Familj
Sven Hedengrens morfar var generalmajor Johan Lilliehöök, hans farbröder generallöjtnant David Hedengren och överste Gabriel Hedengren. Hedengren gifte sig 21 februari 1931 med Ingrid Andersson (född 19 mars 1910 i Södertälje, död 10 juli 1967 i Saltsjö-Duvnäs). Carl Andersson, riksdagsman och boktryckare, var Ingrid Anderssons farfar. Makarna Hedengren är begravda på Norra begravningsplatsen utanför Stockholm.

## Priser och utmärkelser
- Frihetskorsets 2. klass med svärd (FFrK2kl m. sv.)[1]
- Frihetskorsets 2. klass med svärd och eklöv (FFrK3kl m. sv. o ekl.)[1]